# Wolverhampton Wanderers Football Club
O Wolverhampton Wanderers Football Club é um clube de futebol inglês sediado na cidade de Wolverhampton, que manda os seus jogos no Molineux Stadium, clube que também é conhecido pela sua alcunha, Wolves (Lobos). Seu maior rival é o West Bromwich Albion, e os dois fazem juntos o "Black Country Derby", tendo como rivais também o  Aston Villa e o Birmingham City.
O Wolverhampton ganhou três títulos do Campeonato Inglês, quatro títulos da Copa da Inglaterra, quatro títulos da Segunda divisão inglesa e dois da Copa da Liga Inglesa,  considerando as conquistas mais importantes.
Tendo sido fundado em 1877 como o St. Luke's F.C, mudou para o nome atual dois anos depois. No Reino Unido, clubes com o termo "Wanderers" e "Rovers" ("Andarilhos") em seu nome indicam times que em seus primórdios não possuíam um campo próprio e andavam ("wandered") de estádio em estádio.
O Wolves conseguiu acesso a Primeira divisão inglesa, onde permaneceu por três temporadas, sendo rebaixado ao final da terceira à Football League Championship e nesta, sendo rebaixado novamente, desta vez à Football League One, equivalente à Terceira divisão inglesa.
Disputa a Premier League novamente desde a Temporada 2018-19.

## História

### Formação e a Football League (1879-1893)
Na edição de 2000 do The Rough Guide to English Football, a seção de história na página do Wolves começa: "O próprio nome Wolves troveja nas páginas da história do futebol inglês". Assim como vários outros clubes, como o Everton, por exemplo, o Wolves teve um início humilde, moldado pelas influências gêmeas do críquete e da igreja. O clube foi fundado em 1877 como St. Luke's F.C. por John Baynton e John Brodie, dois alunos da St Luke's Church School em Blakenhall, que haviam sido presenteados com uma bola de futebol pelo diretor Harry Barcroft. O time jogou sua primeira partida em 13 de janeiro de 1877 contra um time reserva de Stafford Road, fundindo-se posteriormente com a seção de futebol de um clube de críquete local chamado Blakenhall Wanderers para formar o Wolverhampton Wanderers em agosto de 1879. Tendo jogado inicialmente em duas faixas de terra na cidade, eles se mudaram para um local mais substancial na Dudley Road em 1881, antes de levantar seu primeiro troféu em 1884, quando venceram a Wrekin Cup, durante uma temporada em que jogaram a sua primeira temporada na FA Cup. Depois de se profissionalizar, o clube foi indicado para se tornar um dos doze membros fundadores da Football League em 1888, na qual jogou na primeira rodada de jogos da Football League, contra o Aston Villa, em 8 de setembro de 1888. O clube terminou a temporada inaugural em terceiro lugar, além de chegar à sua primeira final, perdendo por 0 a 3 para os primeiros vencedores da "dobradinha", o Preston North End. No final da campanha, o clube se mudou pela última vez para o Molineux, na época um parque de diversões conhecido como Molineux Grounds.

### Sucesso na Copa da Inglaterra e anos de guerra mundial (1893-1950)

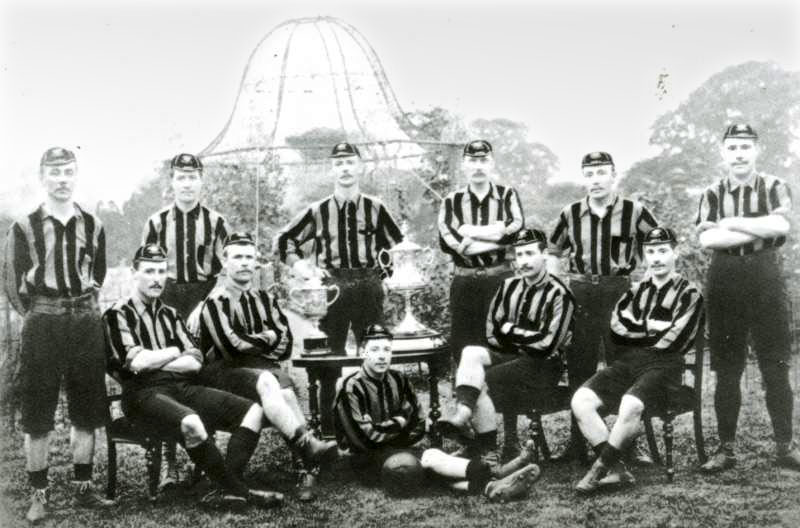
Equipe vencedora da FA Cup de 1893 do Wolves

O Wolves levou a Copa da Inglaterra pela primeira vez em 1893, quando venceu o Everton por 1 a 0, e chegou à terceira final da Copa da Inglaterra em 1896. O clube acrescentou um segundo triunfo na final da FA Cup (uma vitória por 3 a 1 contra o Newcastle United) ao sucesso de 1893 em 1908, dois anos depois de ter caído para a Segunda Divisão pela primeira vez. Depois de lutar durante os anos que antecederam a Primeira Guerra Mundial para recuperar seu lugar na primeira divisão (um período que foi pontuado por outra participação na final da FA Cup em 1921), o clube sofreu um novo rebaixamento em 1923, entrando na Terceira Divisão (Norte), que venceu na primeira tentativa. Oito anos depois de retornar à Segunda Divisão, o Wolves recuperou seu status de campeão da primeira divisão sob o comando do Frank Buckley, após 26 anos de ausência. Com Buckley no comando, a equipe se estabeleceu como um dos principais times da Inglaterra nos anos que antecederam a Segunda Guerra Mundial, pois foi vice-campeã da liga duas vezes consecutivas (1937–38 e 1938–39), além de chegar à última final da FA Cup antes da guerra, na qual sofreu uma derrota surpreendente para o Portsmouth. Em 1937–38, o Wolves esteve a um passo de conquistar o primeiro título da liga inglesa do clube: uma vitória no último jogo da equipe, fora de casa, contra o Sunderland, teria garantido o título, mas o Wolves perdeu por 0 a 1 e, assim, terminou a campanha um ponto atrás do eventual campeão, o Arsenal. Uma das coisas pelas quais o Major Buckley e sua equipe do Wolves atraíram muita atenção nas duas últimas temporadas completas antes da suspensão da Football League durante a Segunda Guerra Mundial foi a insistência de Buckley em injetar extrato de glândula de macaco em seus jogadores para aumentar sua resistência e desempenho, uma prática que a Football League desaprovava, mas não proibia.
Quando a Football League foi retomada após a Segunda Guerra Mundial, o Wolves sofreu mais um fracasso na última rodada da Primeira Divisão. Assim como em 1938, a vitória no último jogo teria dado o título, mas a derrota por 2 a 1 para o rival Liverpool fez com que o Liverpool fosse coroado campeão. Esse jogo foi o último de Stan Cullis com a camisa do Wolves e, um ano depois, ele se tornou treinador do clube. Na primeira temporada de Cullis no comando, ele levou o Wolves ao primeiro grande título em 41 anos, ao derrotar o Leicester City e conquistar a FA Cup e, um ano depois, apenas a média de gols impediu que o Wolves conquistasse o título da liga.

### A era Stan Cullis (1950-1960)

Gráfico do desempenho anual do Wolves no Sistema de ligas de futebol da Inglaterra.

A década de 1950 foi, de longe, o período mais bem-sucedido da história do clube. Capitaneado por Billy Wright, o Wolves finalmente conquistou o campeonato da liga pela primeira vez em 1953–54, superando o rival local West Bromwich Albion no final da temporada. Dois outros títulos foram conquistados em anos sucessivos (1957–58 e 1958–59), enquanto o Wolves competia com o Manchester United para ser reconhecido como o principal time do futebol inglês naquele momento. O Wolves era conhecido tanto pelo sucesso doméstico do clube quanto pela realização de "amistosos com holofotes" de alto nível contra outros times de clubes importantes de todo o mundo. O Wolves havia se tornado um dos primeiros times da Grã-Bretanha a investir em holofotes em 1953, a um custo de £ 10.000 (£230,876.38 a preços de 2024). Talvez o mais famoso desses amistosos tenha sido a vitória do Wolves em cima do time do Honvéd, que incluía muitos membros da Seleção Húngara, que recentemente havia derrotado a Inglaterra por duas vezes, levando a mídia nacional a proclamar o Wolves como "Campeão do Mundo". Isso se tornou o estímulo final para Gabriel Hanot, editor do L'Équipe, propor a criação da Copa Europeia (mais tarde rebatizada como Liga dos Campeões da UEFA). O Wolves foi um dos primeiros clubes britânicos a participar. Na temporada 1957–58, o Wolves derrotou o Real Madrid por 5 a 4 (3 a 2 em Wolverhampton e 2 a 2 em Madrid) em amistosos em casa e fora.

### Sucesso na Copa nos anos 60 e 70 (1960-1980)
A década de 1960 começou com a quarta vitória na Copa da Inglaterra e o Wolves quase conseguiu a primeira "dobradinha" da Liga e da Copa da Inglaterra do século XX no futebol inglês. O time perdeu o título para o Burnley por um ponto no último dia da temporada. Apesar desse início de década brilhante, os anos 1960 viram o Wolves começar a declinar. Depois de terminar como vice-campeão da liga em 1959–60 e de um honroso terceiro lugar na liga na temporada "dupla" de vitórias do Tottenham Hotspur, a equipe se enfraqueceu e o próprio Cullis foi demitido após dezesseis anos no cargo em setembro de 1964, depois de um início desastroso na temporada de 1964–65. A demissão de Cullis não impediu que a temporada terminasse com o rebaixamento (a primeira vez que o Wolves conheceu o rebaixamento desde 1922–23) e a primeira passagem do clube fora da primeira divisão desde 1932. No entanto, o exílio da primeira divisão durou apenas duas temporadas, já que o Wolves foi promovido em 1967 como vice-campeão da Segunda Divisão.
Durante o final da temporada de 1967, o Wolves jogou uma minitemporada na América do Norte como parte da nova liga United Soccer Association, que importava clubes da Europa e da América do Sul. Jogando como "Los Angeles Wolves", eles venceram a Divisão Oeste e, por fim, o campeonato, derrotando o Washington Whips (importado do Aberdeen), campeão da Divisão Leste, em uma decisão final.
O retorno do clube à elite do futebol inglês em 1967 foi o prenúncio de outro período de relativo sucesso sob o comando de Bill McGarry, com um quarto lugar na liga em 1971, classificando o Wolves para a recém-criada Copa da UEFA.[carece de fontes?] No caminho para a final da Copa da UEFA, o time derrotou a Juventus e o Ferencváros antes de perder para o Tottenham Hotspur por 3 a 2 no placar agregado; uma derrota em casa por 2 a 1 no jogo de ida foi decisiva. O Wolves conquistou um título dois anos depois, quando venceu a Copa da Liga pela primeira vez ao derrotar o Manchester City por 2 a 1 na final. Apesar de ser rebaixado novamente em 1976, o Wolves se recuperou na primeira tentativa como campeão da Segunda Divisão sob o comando do técnico Sammy Chung, e depois sob o comando do técnico John Barnwell, a virada da década viu o time terminar entre os seis primeiros na liga e vencer a Copa da Liga de 1980, quando Andy Gray, então recordista de contratações, marcou o único gol da final para derrotar o atual campeão europeu e detentor da Copa da Liga, o Nottingham Forest.

### Crise financeira, declínio e recuperação (1980-1990)
A reconstrução multimilionária do Molineux Street Stand em 1979 foi o catalisador da quase ruína financeira do clube na década seguinte. A queda da presença de público aos jogos no início da década de 1980, pelo menos em parte devido à recessão das economias nacional e local, e as consequentes dificuldades em pagar os empréstimos contraídos para financiar o novo John Ireland Stand, levaram o clube à concordata e ao rebaixamento em 1982. O clube foi salvo da liquidação no último minuto, quando foi comprado por um consórcio liderado pelo ex-jogador Derek Dougan. Inicialmente, essa aquisição, financiada por dois irmãos sauditas, Mahmud e Mohammad Bhatti, da empresa Allied Properties, trouxe a promoção imediata de volta à Primeira Divisão sob o comando do técnico Graham Hawkins, mas o fracasso dos Bhattis em investir o suficiente no clube logo fez com que as coisas desandassem, pois o time sofreu três rebaixamentos consecutivos nas divisões de futebol sob diferentes técnicos, bem como a ameaça quase constante de liquidação do clube.
Em 1986, com o clube novamente em recuperação judicial, um acordo fez com que o Conselho Municipal de Wolverhampton comprasse o estádio e o terreno ao redor, enquanto uma incorporadora local pagava as dívidas pendentes do clube em troca da permissão de planejamento para desenvolver o terreno adjacente ao estádio. A temporada 1986–87 foi a primeira campanha do Wolves na Quarta Divisão, na qual, com a orientação do novo técnico Graham Turner e os gols de Steve Bull, que acabaria marcando um recorde de 306 gols no clube, a equipe chegou à final dos play-offs inaugurais, mas a promoção foi impedida pelo Aldershot. Com base nisso, a equipe conquistou os campeonatos da Quarta e da Terceira Divisão nas duas temporadas seguintes e venceu a final da EFL Trophy de 1988 em Wembley.

### Os anos Hayward (1990-2007)
Jack Hayward, torcedor de longa data, comprou o clube em 1990 e imediatamente financiou a extensa reforma do Molineux, até então dilapidado, transformando-o em um moderno estádio para todos os lugares. Com a conclusão das obras em 1993, Hayward redirecionou seu investimento para o lado da equipe, em uma tentativa de ganhar a promoção para a recém-formada Premier League. Apesar dos gastos substanciais, nem Graham Taylor nem Mark McGhee conseguiram cumprir esse objetivo, pois ambos os técnicos levaram a equipe a derrotas na fase de play-offs das semifinais em 1995 e 1997, respectivamente. Foi somente em 2003 que o Wolves foi promovido, quando derrotou o Sheffield United por 3 a 0 na final da repescagem, sob o comando de Dave Jones, pondo fim a uma ausência de 19 anos no nível mais alto. No entanto, sua permanência foi de curta duração, já que o time foi imediatamente rebaixado para a recém-renomeada EFL Championship.

### Promoções, rebaixamentos e tempos turbulentos (2007-2016)

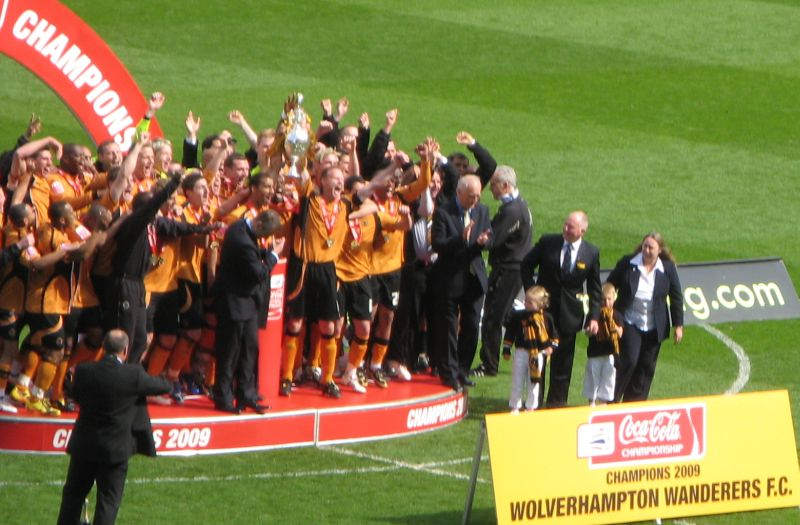
Comemorando o título do campeonato em 2009

Depois de o antigo treinador inglês Glenn Hoddle não ter conseguido um regresso rápido à Premier League, a reconstrução do plantel por Mick McCarthy rejuvenesceu o clube com um inesperado final no play-off. O clube foi comprado a Sir Jack Hayward por Steve Morgan em 2007 e dois anos mais tarde a equipe regressou à Premier League como vencedora da EFL Championship de 2008–09. O Wolves lutou com sucesso contra a despromoção durante duas temporadas, antes da demissão de McCarthy na temporada 2011–12, o que precipitou o rebaixamento do seu antigo adjunto Terry Connor, que foi promovido para substituir McCarthy.
Depois do rebaixamento, o norueguês Ståle Solbakken tornou-se o primeiro treinador estrangeiro do clube, mas a sua passagem durou apenas seis meses, antes de uma má série de resultados o ter substituído por Dean Saunders em janeiro de 2013, que não conseguiu trazer qualquer melhoria, culminando no rebaixamento do clube para a EFL League One, um nível em que o clube não jogava desde 1989, e no despedimento do próprio Saunders. Na sequência desta situação, Kenny Jackett foi nomeado em maio de 2013 para o novo cargo de treinador principal e conduziu a equipe de volta ao EFL Championship em sua primeira temporada, estabelecendo um novo recorde de pontos do clube, 103, que é também o recorde de todos os tempos para o maior número de pontos acumulados por qualquer equipe durante uma temporada no nível 3.

### Era Fosun: Regresso à Premier League e ao futebol continental (2016-presente)

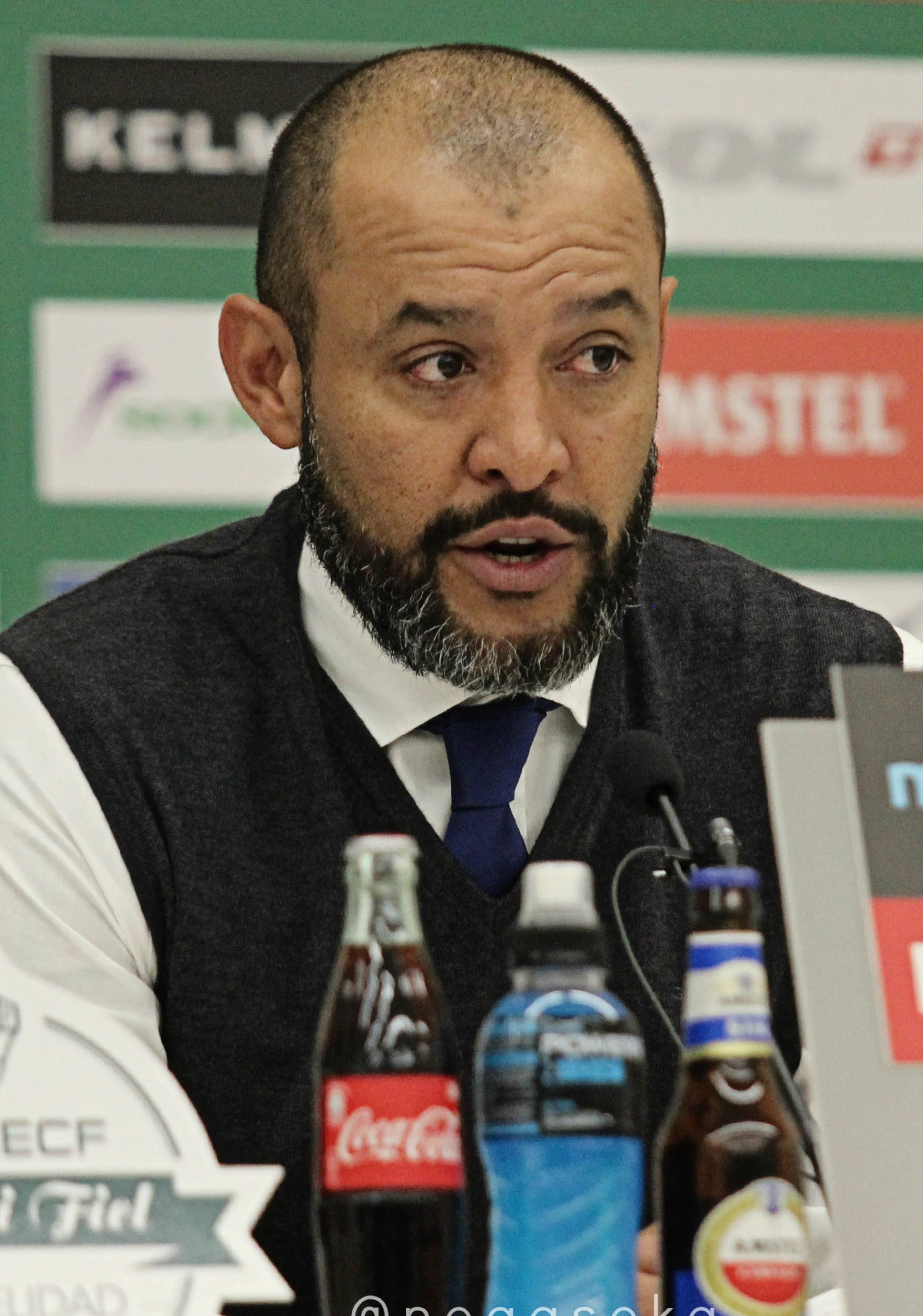
O treinador Nuno Espírito Santo levou o Wolves de volta à Premier League em 2018 e às competições europeias pela primeira vez em 39 anos

Em 21 de julho de 2016, o grupo de investimento chinês Fosun International comprou a empresa-mãe do clube, a W.W. (1990) Ltd, de Steve Morgan e à sua empresa Bridgemere Group por £45 milhões, tendo Jez Moxey deixado o cargo de diretor executivo e sido substituído pelo diretor-geral Laurie Dalrymple. Os novos proprietários despediram Kenny Jackett e contrataram o antigo internacional italiano Walter Zenga como treinador principal. Zenga foi demitido após apenas 14 jogos da liga e Paul Lambert foi nomeado seu sucessor em novembro. No final da temporada, Lambert também foi demitido, tendo sido substituído por Nuno Espírito Santo, antigo treinador do FC Porto. Sob o comando de Nuno, o Wolves conquistou o título da EFL Championship de 2017–18 e regressou à Premier League após uma ausência de seis anos.
O Wolverhampton Wanderers terminou em 7º lugar no seu regresso à Premier League, a sua melhor posição na primeira divisão desde que terminou em 6º lugar em 1979–80, conquistando um lugar nas rodadas de qualificação da Liga Europa, invocando assim a sua primeira campanha continental desde 1980–81. Eles perderam para os eventuais vencedores daquela temporada, Sevilla, por 0-1 em uma partida modificada de ida nas quartas de final disputada em um local neutro na Alemanha devido à Pandemia de COVID-19 na Europa. Os lobos replicaram o 7º lugar da temporada anterior na Premier League em 2019–20, mas com dois pontos a mais e só perderam o retorno às competições continentais, por causa do saldo de gols e também por causa do título do Arsenal da FA Cup daquela temporada.
Na temporada 2020–21, o Wolves perdeu o atacante Raúl Jiménez devido a uma lesão no final da temporada (uma fratura no crânio) em novembro, e, posteriormente, teve dificuldades de marcar gols no restante da campanha, terminando em 13º. Espírito Santo saiu "por mútuo consentimento", e foi substituído pelo ex-treinador do Benfica, Bruno Lage. Em 2021–22, o clube terminou em 10º lugar. O Wolves despediu Lage a 2 de outubro de 2022, após oito jogos da temporada de 2022–23, com apenas uma vitória e três gols marcados. O antigo treinador do Real Madrid, Espanha e Sevilla, Julen Lopetegui, substituiu-o. Apesar de ter estado em 20º lugar no campeonato antes do seu primeiro jogo da Premier League, Lopetegui guiou o Wolves até ao 13º lugar. Saiu antes da temporada de 2023–24 devido a uma disputa sobre o orçamento de transferências, e foi substituído por Gary O'Neil.

## Cores e distintivo
As cores tradicionais do clube, dourado e preto, fazem alusão ao lema do conselho da cidade "das trevas vem a luz", com as duas cores representando a luz e a escuridão, respectivamente. Embora as cores originais da equipe na formação fossem vermelho e branco, adotadas a partir das cores da escola de St Lukes, durante grande parte de sua história as cores da casa foram suas camisas douradas antigas com shorts pretos.
Nas primeiras décadas do clube, foram criados vários designs de camisa usando essas cores, incluindo listras e metades diagonais, até o uso contínuo de um design de camisa lisa desde a década de 1930. Antes da década de 1960, era usado um tom mais escuro de dourado, conhecido como "ouro velho", que ainda é frequentemente citado na mídia como a cor do clube.

Brasão de armas da cidade de Wolverhampton.

Como a maioria dos times ingleses, suas primeiras camisas normalmente só apresentavam um distintivo em ocasiões especiais, como finais de copa. O primeiro distintivo a ser usado nas camisas do Wolves foi o brasão da Câmara Municipal de Wolverhampton. No final da década de 1960, o Wolves introduziu seu próprio distintivo de clube que aparecia em suas camisas, consistindo de um único lobo saltador, que mais tarde se tornou três lobos saltadores em meados da década de 1970. Desde 1979, o distintivo tem consistido em um único desenho de "cabeça de lobo"; o distintivo atual foi redesenhado pela última vez em 2002.
Em maio de 2019, o clube venceu um desafio legal de Peter Davies, um gerente aposentado do setor de construção civil de 71 anos, que alegou ter desenhado o motivo da cabeça de lobo quando era estudante na década de 1960 e o inscreveu em um concurso de arte. O Sr. Davies disse que criou o desenho angular depois que um professor pediu que ele demonstrasse um entendimento do Teorema Hexagrammum Mysticum de Blaise Pascal e o inscreveu em um concurso de arte anunciado no jornal Express and Star. O Sr. Davies havia feito uma reivindicação de direitos autorais e queria uma indenização. O Sr. Davies perdeu sua reivindicação de violação de direitos autorais e agora terá que arcar com honorários advocatícios e custos estimados em cerca de £450.000.
As cores tradicionais do time visitante do Wolves são totalmente brancas, mas nas últimas décadas foram usadas várias cores, incluindo preto, azul, azul-petróleo, roxo e marrom.

## Estádio

### Antigos campos
Quando foi fundado, o clube utilizou como casa um campo em Goldthorn Hill, na zona de Blakenhall, com capacidade para cerca de 2.000 espectadores. Em 1879, mudou-se para John Harper's Field, em Lower Villiers Street, onde permaneceu durante dois anos, antes de uma curta mudança para Dudley Road, com o novo campo situado em frente ao Fighting Cocks Inn. Foi aqui que jogou o seu primeiro jogo da FA Cup, em 1883, e o seu primeiro jogo da Football League, em setembro de 1888. Embora o local só pudesse acolher 2.500 espectadores no início, acabou sendo desenvolvido para ter capacidade para 10.000 espectadores.

### Molineux Stadium

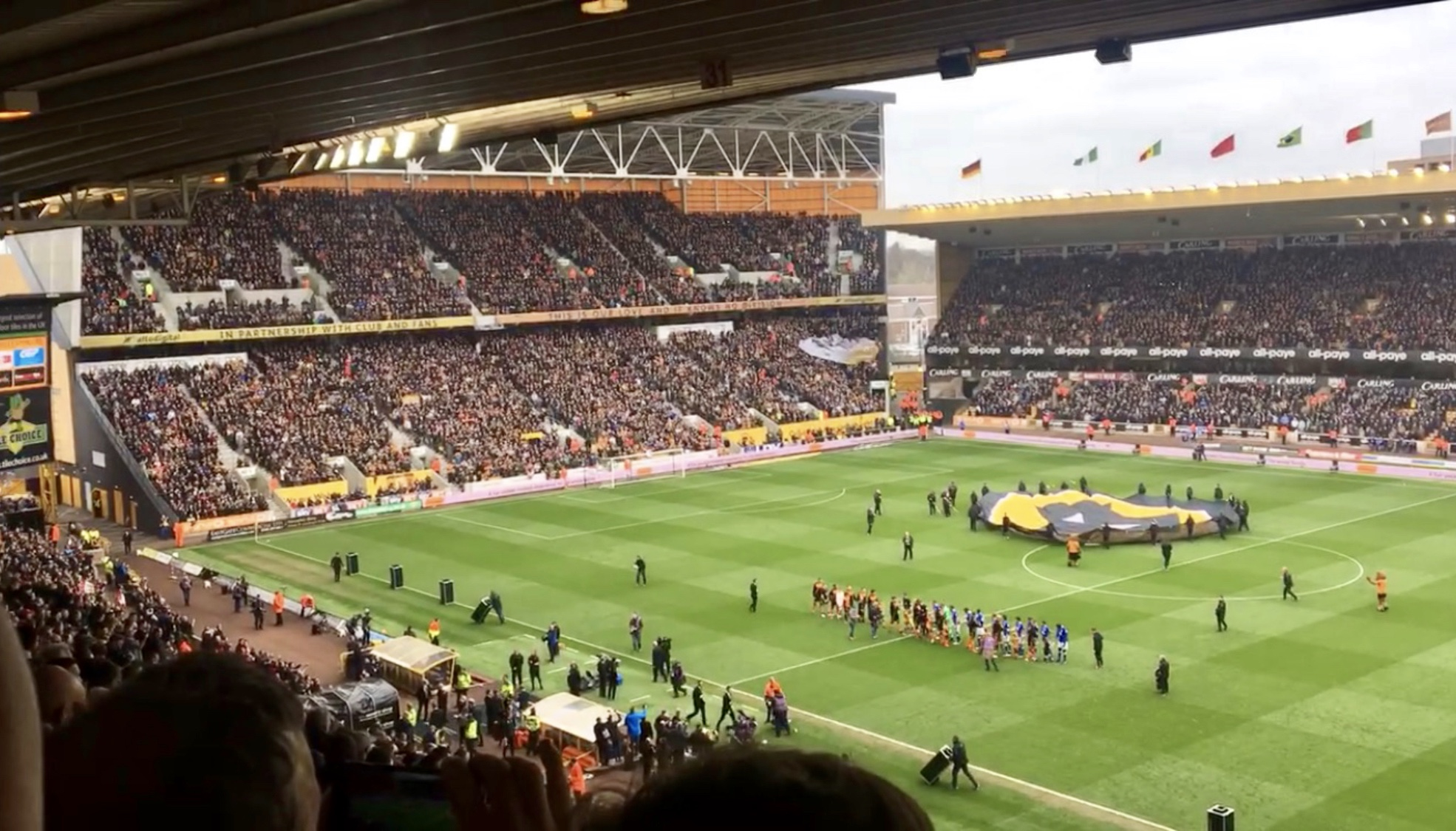
Molineux Stadium

No verão de 1889, o clube mudou-se para a sua casa permanente desde então, Molineux Stadium, na zona de Whitmore Reans da cidade. O nome do estádio tem origem na Molineux House, construída na zona por Benjamin Molineux, um comerciante local, no século XVIII, e cujos terrenos foram mais tarde desenvolvidos para incluir numerosas instalações públicas de lazer. Quando a Northampton Brewery Company adquiriu estes terrenos em 1889, alugou a sua utilização ao clube de futebol da cidade, que procurava encontrar uma casa mais adequada a um membro da Football League. Depois de renovar o local, o primeiro jogo oficial de sempre foi realizado em 7 de setembro de 1889, perante uma multidão de 4.000 espectadores. O terreno tinha capacidade para acolher 20.000 espectadores, embora os públicos do futebol inglês raramente atingissem esse número no século XIX.
O Wolves adquiriu o terreno em 1923 e rapidamente iniciou uma série de melhoramentos sob os auspícios de Archibald Leitch, começando pela construção de uma grande arquibancada no lado de Waterloo Road. Em 1932, o clube construiu também uma nova arquibancada no lado da Molineux Street e, dois anos mais tarde, acrescentou um telhado à South Bank; esta South Bank era historicamente a segunda maior de todas as Kop ends do país e acolhia regularmente multidões superiores a 30.000 espectadores.
Nos dias anteriores à regulamentação dos lugares, o campo tinha capacidade para mais de 60.000 espectadores, sendo o recorde de assistência de 61.315 espectadores num jogo da Primeira Divisão contra o Liverpool, coincidindo com o auge do clube em campo. Durante este período, o Molineux tornou-se um dos primeiros campos britânicos a instalar projetores, o que lhe permitiu acolher uma série de jogos amistosos a meio da semana contra equipes de todo o mundo. Nos dias que antecederam a criação da Taça dos Campeões Europeus e das competições internacionais de clubes, estes jogos eram muito prestigiados e atraíam grandes multidões e interesse, sendo frequentemente transmitidos pela BBC.
Quando a arquibancada do Molineux, Street Stand não cumpriu a nova legislação em matéria de segurança, o clube começou a construir uma nova arquibancada de substituição atrás da existente, num terreno onde tinham sido demolidas habitações. Esta nova arquibancada - denominada John Ireland Stand, em homenagem ao então presidente do clube - ficou concluída em 1979 e constituiu a primeira fase de um plano de reconstrução de todo o estádio. O custo da Ireland Stand aumentou para mais de £2 milhões e mergulhou o clube numa crise financeira. Como resultado, o clube foi forçado a entrar em concordata em 1982. Quando a equipe caiu para a Quarta Divisão em 1986, apenas a John Ireland Stand e a esplanada South Bank continuaram sendo utilizadas. Na sequência do incêndio do estádio do Bradford City, foram implementadas novas leis de segurança, que obrigaram ao encerramento das arquibancadas do North Bank e da Waterloo Road Stand, agora delapidadas. O clube não dispunha dos fundos necessários para as reconstruir.
Entre agosto de 1991 e dezembro de 1993, três lados do estádio foram completamente reconstruídos para formar um estádio com capacidade para 28.525 espectadores, em conformidade com o Relatório Taylor: a arquibancada de Waterloo Road foi substituída pela Billy Wright Stand, a bancada da North Bank pela Stan Cullis Stand e a South Bank pela Sir Jack Hayward Stand (designada por Jack Harris Stand até 2015). Para além da adição de uma área temporária de lugares sentados no canto sudoeste, utilizada durante as temporadas do Wolves na Premier League, esta remodelação deu forma ao estádio durante quase vinte anos.
Em 2010, foram revelados planos para um vasto programa de remodelação destinado a aumentar a capacidade e a desenvolver as instalações. A primeira fase deste programa previa a entrada em funcionamento pleno de uma nova Stan Cullis Stand de dois níveis na 2012–13, aumentando a capacidade oficial atual para 31.700 lugares. A segunda fase consistia na reconstrução da arquibancada mais antiga do estádio (construída em 1979 com o nome de John Ireland Stand e rebatizada de Steve Bull Stand em 2003) para aumentar a capacidade para cerca de 36.000 lugares, mas esta e outras obras foram adiadas quando se tornou provável que o clube fosse rebaixado da Premier League em 2012.
As obras de remodelação do estádio foram novamente colocadas nos planos após a aquisição do clube pela Fosun em 2016. Em contraste com os planos anteriormente discutidos, foi revelado publicamente em fevereiro de 2019 que os planos futuros que consistiam na demolição e reconstrução total do Steve Bull Stand, seguido pela reconstrução do Sir Jack Hayward Stand, para aumentar a capacidade do estádio para 45-46.000, estavam sob consideração ativa. No entanto, em 2020, o clube anunciou planos mais modestos para fazer melhorias graduais no estádio, já que o clube busca manter seu caráter único e permitir a priorização do investimento no lado do jogo do clube.

## Torcida
Além de ter vários clubes de torcedores no Reino Unido, o Wolverhampton Wanderers também tem uma base de apoio internacional, com clubes de torcedores na Austrália, Estados Unidos, Suécia, Espanha, Alemanha, República da Irlanda, Malta, Islândia e Noruega entre outros. Eles têm uma base de torcedores escandinavos particularmente considerável, devido à cobertura televisiva do futebol de Midlands na década de 1970, quando o clube era um time regular da primeira divisão; o primeiro jogo inglês exibido ao vivo na Suécia e na Noruega envolveu o Wolves (Wolverhampton Wanderers 1 x 0 Sunderland na Football League First Division, no sábado, 29 de novembro de 1969).

### Rivalidades
A rivalidade mais antiga e mais forte do Wolves é com o West Bromwich Albion, contra quem o clube disputa o Black Country Derby. Os dois clubes, separados por 18 km (11 milhas), já se enfrentaram 163 vezes; o primeiro confronto competitivo foi um jogo da FA Cup em 1886. Uma pesquisa nacional realizada pela Football Pools concluiu que a rivalidade é a mais forte do futebol inglês. Os dois clubes são membros fundadores da Football League e já disputaram o título da liga em 1953–54, com o Wolves terminando como campeão.
Os Wolves também têm rivalidades com os dois clubes de Birmingham, Aston Villa e Birmingham City, contra os quais houve várias partidas que remontam ao século XIX. O rival geográfico mais próximo dos Wolves é, na verdade, o Walsall, mas, como eles raramente competiram no mesmo nível, é de menor importância. Como o Wolverhampton historicamente ficava dentro dos limites de Staffordshire, o Staffordshire Derby entre o Wolves e o Stoke City também é reconhecido.
A temporada 2018–19 da Premier League foi a primeira e única vez em que o Wolves foi o único representante de West Midlands na primeira divisão do futebol inglês. A temporada 2020–21 da Premier League viu o Wolves jogar contra o Aston Villa e o West Bromwich Albion. Desde o rebaixamento do Albion no final daquela temporada, o Aston Villa tem sido o único rival do Wolves em West Midlands na Premier League.

### Cultura dos torcedores
Durante o auge do clube na década de 1950, a música característica da torcida era "The Happy Wanderer", que foi um sucesso nas paradas de sucesso do Reino Unido em 1954, quando o Wolves ganhou o título da liga pela primeira vez. Em tempos mais recentes, "Hi Ho Silver Lining" - uma música de rock de 1967 de Jeff Beck com seu refrão modificado para "Hi Ho Wolverhampton!" -  A música instrumental "The Liquidator", do Harry J. Allstars, também foi muito usada no estádio até que a Polícia de West Midlands Police solicitou que a música parasse de ser tocada devido à preocupação de que a letra obscena usada por alguns torcedores durante o refrão pudesse incitar problemas.
O clube atraiu vários hooligans na década de 1960. Durante o final da década de 1970 e início da década de 1980, um grupo de hooligans chamado "The Subway Army" costumava emboscar os torcedores no metrô próximo ao estádio. O grupo foi gradualmente desfeito e praticamente deixou de existir devido a um grande número de prisões - muitas delas como parte da "Operação GROWTH" (ou "Get Rid of Wolverhampton's Troublesome Hooligans") da polícia em nível nacional no final da década de 1980.
O clube convida à interação com seus torcedores e tem um Parlamento de Torcedores, no qual candidatos selecionados de forma independente se reúnem com dirigentes do clube para discutir questões relacionadas ao clube. Um fanzine independente chamado "A Load of Bull" (ALOB), em parte uma referência ao artilheiro Steve Bull, publicou opiniões de torcedores entre 1989 e 2012.

## Propriedade e finanças
O clube é de propriedade do grupo conglomerado chinês Fosun International, que comprou a empresa controladora do clube, W.W. (1990) Ltd., em 21 de julho de 2016, por £45 milhões do proprietário anterior Steve Morgan e sua empresa Bridgemere Group. Nas últimas contas publicadas da empresa controladora do grupo Wolves (cobrindo a temporada 2018–19 da Premier League), foi registrado um lucro antes dos impostos de pouco menos de £20 milhões, com um faturamento de £172,5 milhões no ano. Foram gastos £92,1 milhões em salários e custos de staff.
Como a maioria dos clubes de futebol, uma receita comercial significativa é gerada pelos acordos de patrocínio de camisa. Os acordos de patrocínio de camisa anteriores foram os seguintes: Tatung (1982-86), Benjamin Perry (1986), Staw Distribution (1986-88), Manders Paint & Ink (1988-90), Goodyear (1990-2002), Doritos (2002-04), Chaucer Consulting (2004-09), Sportingbet (2009-13), WhatHouse? (2013-15), Silverbug (2015-16), The Money Shop (2016-18), W88 (2018-19), ManBetX (2019-2022) e AstroPay (2022-).
A Fosun comprou o Wolves de Steve Morgan, que havia assumido a propriedade em agosto de 2007 por uma quantia nominal de £10, com a condição de que £30 milhões fossem injetados no clube, encerrando uma busca de quase quatro anos por um novo comprador. Morgan supervisionou nove temporadas completas, mas colocou o clube no mercado para novos proprietários em setembro de 2015. Morgan havia comprado o clube de Sir Jack Hayward, um torcedor de longa data do clube, que o havia comprado em 1990 por £2,1 milhões. Durante seu mandato, Sir Jack investiu cerca de £50 milhões de sua fortuna pessoal para reconstruir o estádio do clube e financiar novos jogadores, mas o time só conseguiu ficar uma temporada na primeira divisão durante seus 17 anos no comando, apesar do aumento do poder aquisitivo.
A aquisição de Hayward melhorou muito a saúde financeira do clube, depois de uma década de 1980 turbulenta, na qual o clube foi declarado falido duas vezes. Em 1982, o clube foi "salvo" da liquidação quando foi comprado por dois irmãos sauditas, Mahmud e Mohammad Bhatti, como parte de sua empresa Allied Properties. No entanto, o fato de não terem investido o suficiente no clube fez com que ele enfrentasse várias ordens de liquidação, além de sucessivos rebaixamentos nas divisões de futebol.  Em 1986, o liquidante oficial foi novamente chamado e um acordo acabou sendo negociado para que o Conselho Municipal de Wolverhampton comprasse o estádio do clube por £1,12 milhão, juntamente com o terreno ao redor, enquanto uma incorporadora local, a Gallagher Estates, em conjunto com a rede de supermercados Asda, concordou em pagar as dívidas pendentes do clube em troca da construção de uma superloja Asda no terreno próximo ao estádio.

## Elenco atual
Última atualização: 13 de agosto de 2025.

## Títulos
| INTERNACIONAIS | INTERNACIONAIS                             | INTERNACIONAIS | INTERNACIONAIS                                                                                              |
|                | Competição                                 | Títulos        | Temporadas                                                                                                  |
| -------------- | ------------------------------------------ | -------------- | --- |
|                | Copa Anglo-Escocesa                        | 1              | 1970–71 |
| NACIONAIS      |                                            |                | |
|                | Competição                                 | Títulos        | Temporadas                                                                                                  |
|                | Campeonato Inglês                          | 3              | 1953–54, 1957–58 e 1958–59                                                                                  |
|                | Copa da Inglaterra                         | 4              | 1892–93, 1907–08, 1948–49 e 1959–60                                                                         |
|                | Copa da Liga Inglesa                       | 2              | 1973–74 e 1979–80                                                                                           |
|                | Supercopa da Inglaterra                    | 4              | 1949, 1954, 1959 e 1960                                                                                     |
|                | Campeonato Inglês – 2ª Divisão             | 4              | 1931–32, 1976–77, 2008–09 e 2017–18                                                                         |
|                | Campeonato Inglês - 2ª Divisão (Play-offs) | 1              | 2003 |
|                | Campeonato Inglês - 3ª Divisão             | 3              | 1923–24, 1988–89 e 2013–14                                                                                  |
|                | Campeonato Inglês - 4ª Divisão             | 1              | 1987–88 |
|                | EFL Trophy                                 | 1              | 1987–88 |
|                | Football League War Cup                    | 1              | 1941–42 |
| REGIONAIS      |                                            |                | |
|                | Competição                                 | Títulos        | Temporadas                                                                                                  |
|                | Birmingham Senior Cup                      | 7              | 1891–92, 1892–93, 1893–94, 1899–00, 1901–02, 1923–24 e 1986–87                                              |
|                | Staffordshire Senior Cup                   | 12             | 1887–88, 1896–97, 1900–01, 1903–04, 1921–22, 1934–35, 1935–36, 1936–37, 1937–38, 1949–50, 1951–52 e 1966–67 |